# Tesoro di Dionigi

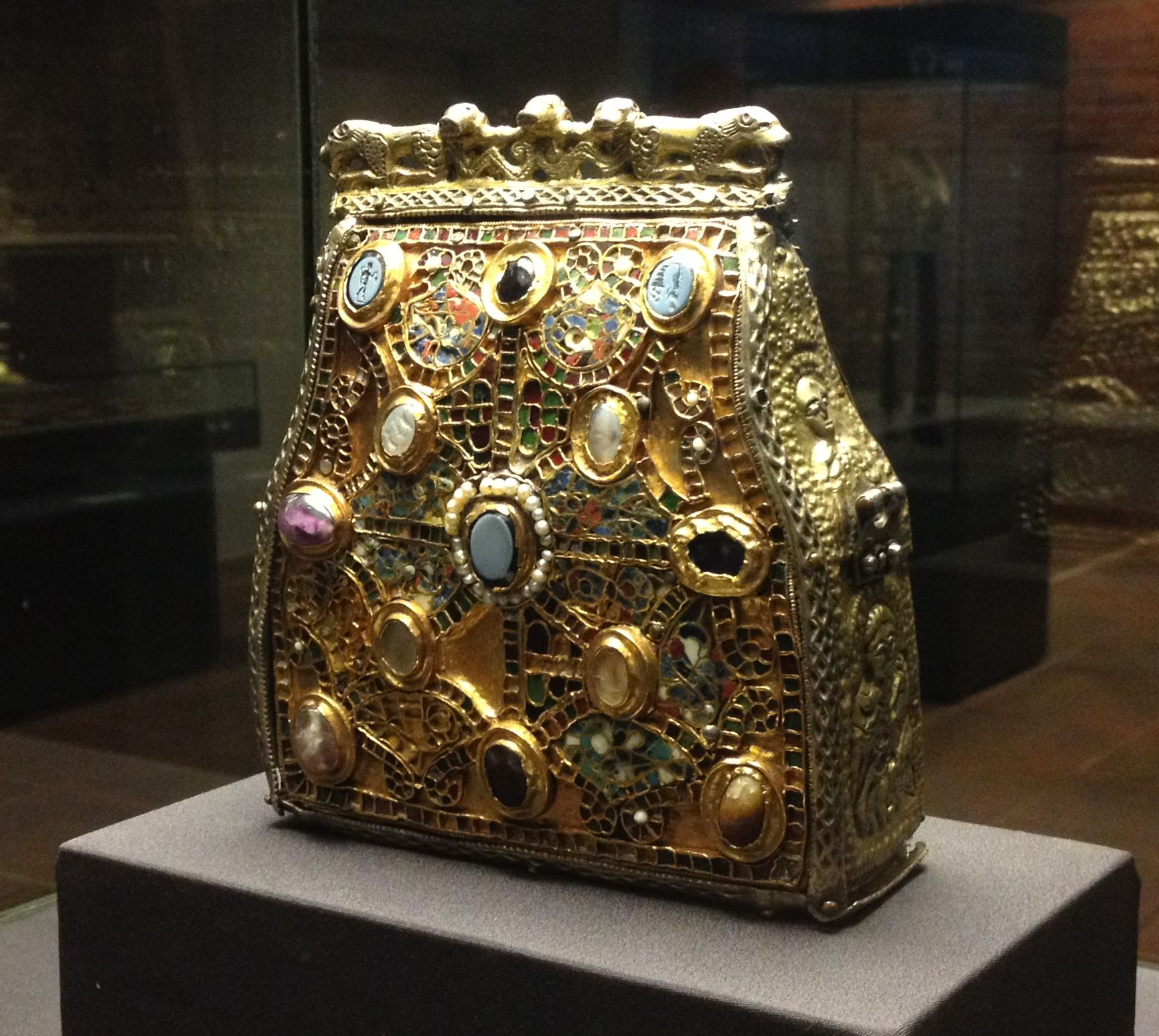
La Engerer Burse, reliquiario a borsa dell'VIII secolo, il pezzo più prezioso del tesoro

Il tesoro di Dionigi (in tedesco Dionysius-Schatz) è una raccolta di reliquie e manufatti sacri un tempo appartenente alla collegiata di Enger, nella regione della Vestfalia in Germania. I pezzi superstiti sono oggi conservati presso il Kunstgewerbemuseum di Berlino.
Tradizionalmente associato alle reliquie di san Dionigi di Parigi conservate nella collegiata, il tesoro rappresenta un importante esempio di arte orafa altomedievale e di cultura religiosa carolingia. Il nucleo del tesoro comprendeva preziosi reliquiari, tessuti liturgici, croci processionali e la Engerer Burse, un reliquiario del tipo a borsa.

## Storia

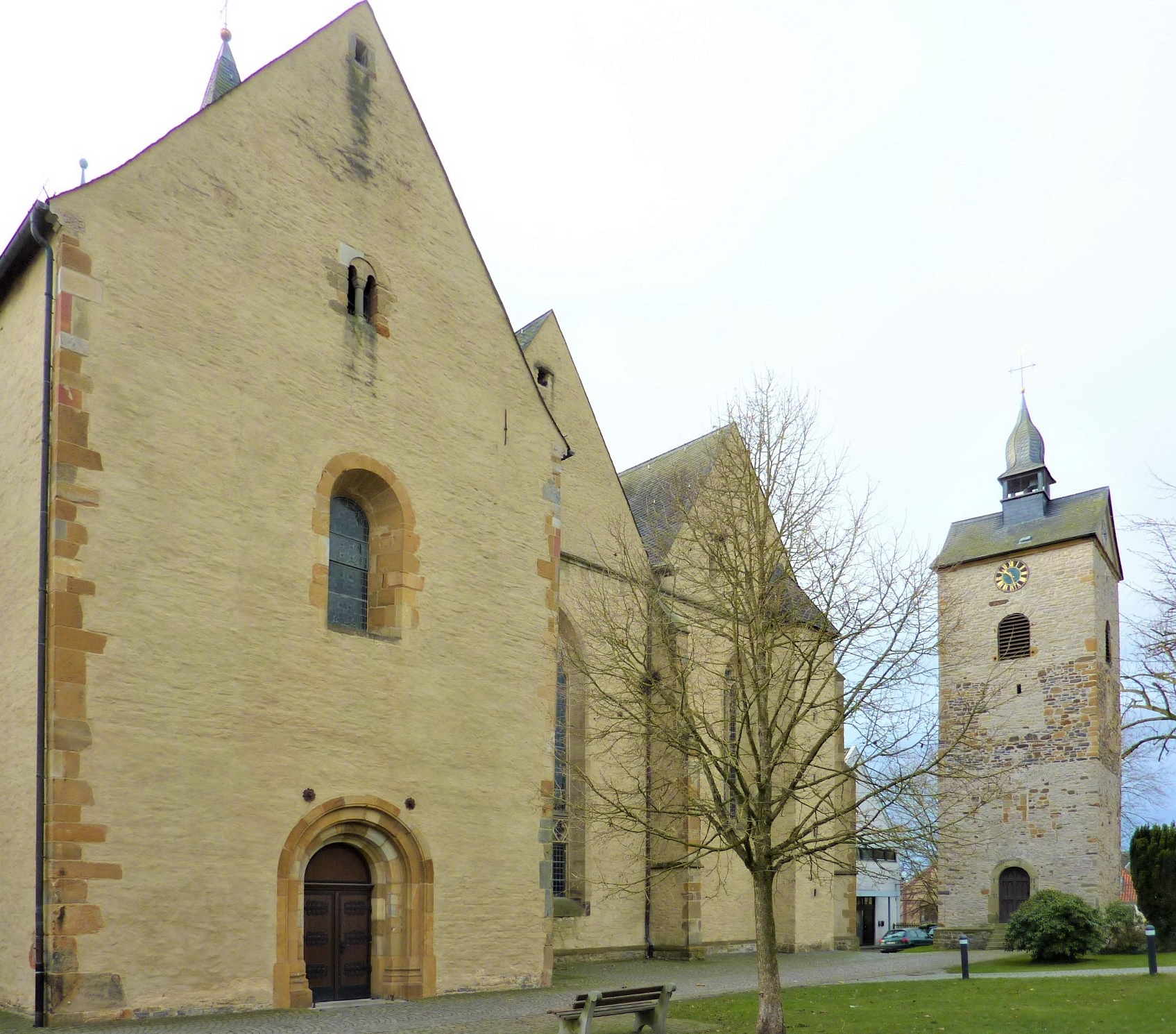
La collegiata di Enger, luogo di nascita del tesoro e suo luogo di conservazione fino al 1414

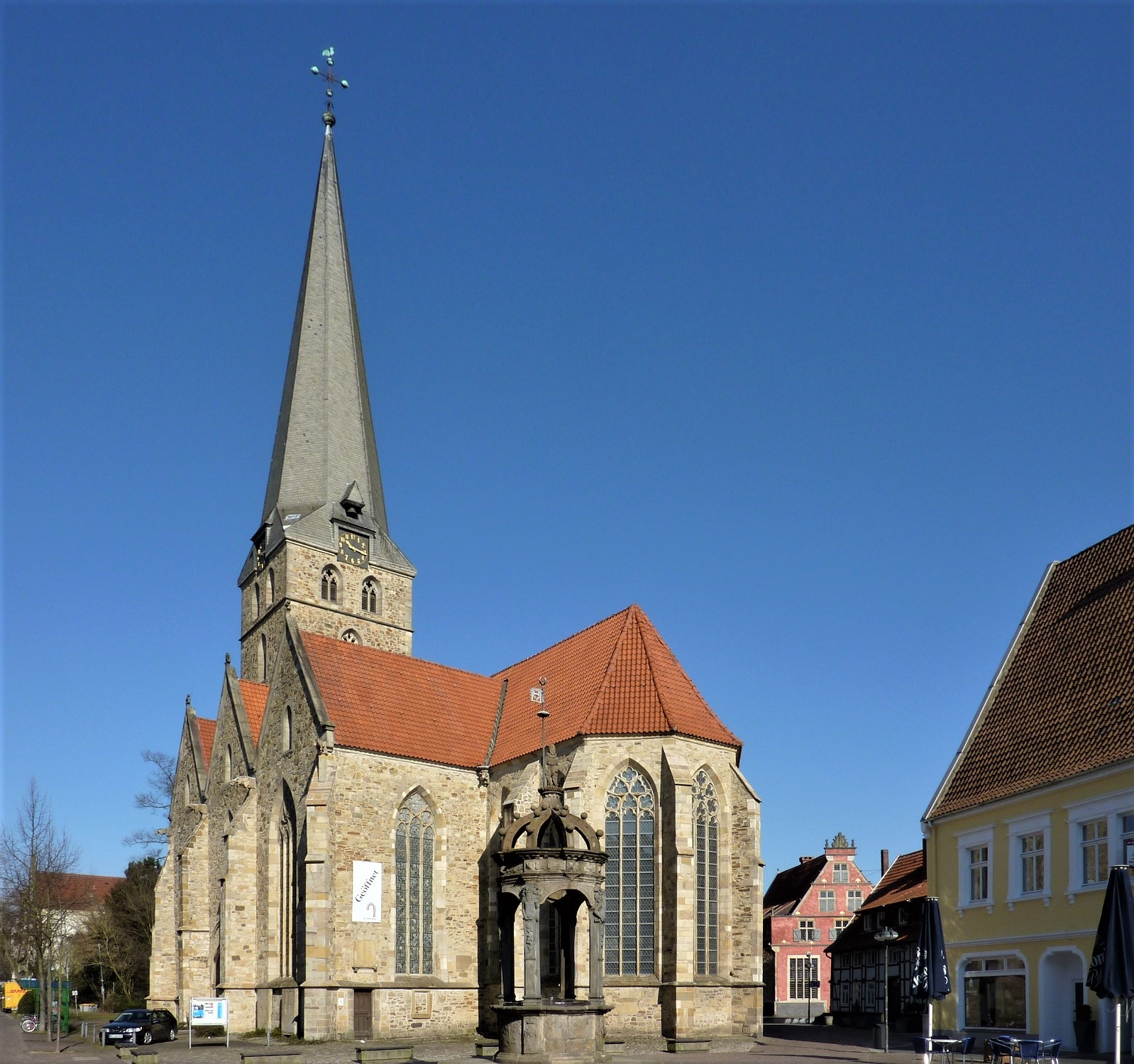
La chiesa di San Giovanni di Herford ove il tesoro rimase dal 1414 fino alla soppressione del capitolo nel 1810

La fondazione della collegiata di Enger risale al 947, quando Matilde di Ringelheim, vedova di Enrico I di Sassonia, istituì un collegio di canonici secolari nella regione della Vestfalia, un'area di significativa importanza politica e religiosa nel X secolo.
Il Dionysius-Schatz si formò verosimilmente tra l'VIII e il X secolo, grazie alle donazioni di sovrani carolingi e ottoniani, nonché alla committenza di reliquiari destinati alla venerazione locale e alle cerimonie liturgiche. Il nucleo originario comprendeva numerosi manufatti sacri di alta oreficeria, tra cui reliquiari portatili, croci processionali, calici e tessuti liturgici. Nel corso del Medioevo, il tesoro fu più volte ampliato e arricchito, beneficiando del ruolo di Enger come centro religioso di rilievo nell'ambito del Ducato di Sassonia. Tuttavia, già a partire dall'età moderna si registrarono prime dispersioni di alcuni oggetti, talora alienati o persi in circostanze belliche o a seguito della secolarizzazione.
A causa della posizione poco sicura, nel 1414 il capitolo di San Dionigi fu trasferito da Enger alla vicina città fortificata di Herford, ove la chiesa di San Giovanni divenne la nuova chiesa collegiata. I canonici portarono con sé non solo il tesoro, ma anche le spoglie del condottiero sassone Widukind, che rimasero nella chiesa di San Giovanni fino alla definitiva soppressione nel 1810.
Durante la Seconda guerra mondiale, una parte significativa del tesoro fu trasferita per motivi di sicurezza nei musei di Berlino. Tutti questi pezzi risultano dispersi dal 1945 e presumibilmente andarono distrutti durante le vicende belliche. Andò perduto anche il baule in legno di quercia risalente al XIII–XIV secolo, nel quale il tesoro era custodito fino al suo trasferimento a Berlino. I pezzi che si sono conservati, tuttavia risultano essere quelli più preziosi e di maggiore rilevanza storico-artistica.

## Stile

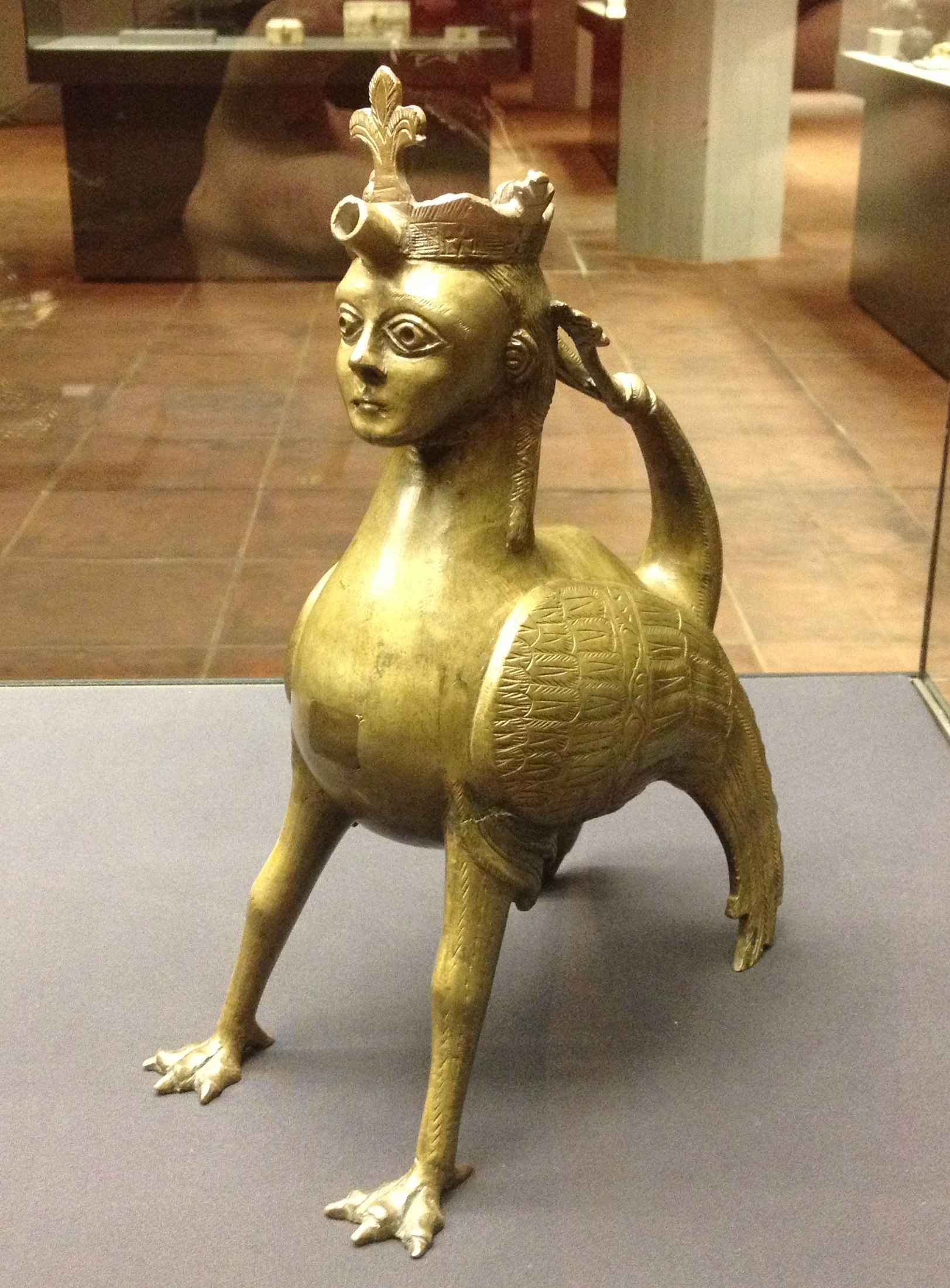
Acquamanile a sirena, 1230 circa

Gli oggetti superstiti del tesoro di Dionigi rappresentano un'importante testimonianza dell'arte sacra altomedievale nell'area della Vestfalia. La realizzazione della Engerer Burse, databile all'VIII secolo, è considerata uno degli esempi più antichi di reliquiari tessili sopravvissuti, mostrando una raffinata tecnica di ricamo in fili d'oro su tessuto di lino.
Le croci processionali e i reliquiari metallici superstiti, attribuiti alla produzione carolingia e ottoniana, evidenziano l'impiego di tecniche orafe di alto livello, tra cui la filigrana, lo smalto champlevé e l'incastonatura di pietre dure. I materiali utilizzati comprendono argento dorato, rame e smalti policromi, talvolta arricchiti da inserti di vetro colorato o gemme. Dal punto di vista stilistico, gli oggetti superstiti mostrano una fusione di elementi tardoantichi e carolingi, con influenze bizantine riscontrabili nella simmetria delle composizioni e nei motivi decorativi a carattere vegetale e geometrico. La prevalenza di motivi crociati e la sobrietà delle linee riflette il gusto spirituale e simbolico tipico della produzione artistica cristiana dell'alto Medioevo.
Nonostante le perdite subite, il tesoro di Dionigi costituisce un documento prezioso per la comprensione dell'oreficeria sacra carolingia e della funzione simbolica attribuita agli oggetti liturgici nelle prime comunità monastiche della Germania settentrionale.

## Significato storico-artistico
Le parti considerate più importanti del tesoro sono il reliquiario a borsa, la croce reliquiario dorata, la cosiddetta "coppa battesimale di Widukind", l'evangeliario, il reliquiario con il grande cristallo di rocca e l'acquamanile a forma di sirena.
Il reliquiario a borsa (Engerer Burse) è valutato dagli storici dell'arte come "una delle opere più preziose dell'arte orafa sopravvissute dal primo Medioevo"; esso mostra, come una delle "pochissime testimonianze, l'elevato livello dell'arte orafa del primo periodo carolingio" ed è anche considerato "uno dei più importanti monumenti dell'arte dello smalto occidentale".
L'acquamanile a sirena è considerato una "opera di prim'ordine della fusione in bronzo medievale" e come "esemplare unico di questo tipo".
Colpisce nel tesoro di Dionigi la sua composizione eterogenea. Esso comprende sia lavori artigianali semplici sia opere di oreficeria di altissimo rango. È significativo notare che non si tratta del tesoro di una chiesa episcopale, ma di quello di una piccola e remota fondazione di canonici secolari, priva di grandi mezzi propri. Il tesoro riflette dunque la storia mutevole del monastero e delle sue donazioni da parte di mecenati principeschi.
È inoltre significativo che il capitolo di Enger, al di fuori del nucleo propriamente detto del tesoro di Dionigi, disponesse anche di altre attrezzature liturgiche di rilevante pregio, come il Codex Wittekindeus, considerato uno dei capolavori della miniatura ottoniana.
Durante gli scavi archeologici nella chiesa, tra il 1971 e il 1973, furono ritrovati due preziosi manufatti orafi, una fibula e un bottone ornamentale, databili – come la Bursa – all'VIII secolo e la cui appartenenza originaria al tesoro del monastero è ipotizzata. I pezzi sono oggi custoditi nel Widukindmuseum Enger.

## Riferimenti alla tradizione di Widukind
Accanto alla venerazione di san Dionigi, il capitolo di Enger coltivò a partire dal XII secolo anche una crescente venerazione, quasi di tipo agiografico, per il "duca" Widukind, figura di origine sassone dell'VIII secolo: si riteneva infatti che fosse stato lui a fondare la chiesa e che fosse stato sepolto a Enger.
In virtù di questa cosiddetta "tradizione di Widukind" (secondo Balzer), alcuni pezzi del tesoro del capitolo furono messi in relazione con il nobile sassone, in particolare la cosiddetta "coppa battesimale", considerata uno dei doni che Carlo Magno avrebbe fatto a Widukind, come ricordato da fonti franche contemporanee. L'incastonatura della coppa è di epoca più tarda, mentre l'età della pietra di serpentinite che la compone è imprecisabile, ma probabilmente di origine antica.
Per quanto riguarda la Engerer Burse, un collegamento diretto con Widukind è storicamente possibile sul piano stilistico, ma non dimostrabile; tale ipotesi fu formulata soltanto dalla storiografia del XIX secolo.

## Componenti del Tesoro di Dionigi
Il tesoro è composto da sedici dei trentadue oggetti originali, più alcuni frammenti di tessuti liturgici. Il tutto è in possesso del Kunstgewerbemuseum di Berlino dal 1885. Quattordici di questi pezzi sono esposti nella collezione al Kulturforum di Potsdamer Platz. Gli ultimi due pezzi, due volumi appartenenti a un messale del 1486, sono invece conservati nella collezione di manoscritti della Staatsbibliothek sempre a Berlino.
| Nr. | Immagine         | Denominazione                                        | Descrizione | Provenienza                                                                 |
| --- | ---------------- | ---------------------------------------------------- | --- | --------------------------------------------------------------------------- |
| 1.  |                  | Reliquiario a borsa (Engerer Burse)                  | Lamiera d'oro e d'argento, pietre, perle, smalto cloisonné, nucleo in legno. Il reliquiario si apre dal basso, oggi è vuoto.                                                                                 | Impero franco, VIII secolo.                                                 |
| 2.  |                  | Coppa e custodia ("Coppa battesimale di Widukind")   | Serpentinite verde, bronzo dorato. Iscrizione sull'incastonatura: +MUNERE TAM CLARO DITAT NOS AFFRICA RARO ("Con dono così splendido e raro ci arricchisce l'Africa"). Custodia in legno di tiglio, dipinta. | Germania, XII secolo.                                                       |
| 3.  |                  | Croce reliquiario dorata                             | Lamiera d'oro, perle, pietre, cristallo di rocca inciso in epoca carolingia, niello, nucleo in legno. Iscrizione: +DE LIGNO DO(MI)NI ("Dal legno del Signore").                                              | Vestfalia o Bassa Sassonia, XII secolo (base croce tardo-gotica)            |
| 4.  |                  | Evangeliario                                         | Argento, parzialmente dorato, nucleo in legno. Manoscritto liturgico, contiene un inventario del tesoro con anatema.                                                                                         | Manoscritto: San Gallo, X secolo. Coperta anteriore: Vestfalia, XII secolo. |
| 5.  |                  | Reliquiario con grande cristallo di rocca            | Argento, parzialmente dorato. Il cristallo di rocca è una delle più antiche molature cave conservate. Nella cavità si trovavano reliquie.                                                                    | Vestfalia (Osnabrück?), circa 1220.                                         |
| 6.  |                  | Acquamanile a sirena                                 | Bronzo. Recipiente rituale a forma di sirena (creatura mista donna-uccello). | Hildesheim, circa 1230.                                                     |
| 7.  |                  | Pyxis                                                | Osso. Probabile scatola reliquiario; i coperchi sono andati perduti. | Lorena?, X secolo.                                                          |
| 8.  |                  | Capsula reliquiario                                  | Argento, dorato. Capsula reliquiario tagliata in due metà. La decorazione mostra l'inizio e il compimento dell'opera salvifica.                                                                              | Germania settentrionale, XV secolo.                                         |
| 9.  |                  | Due grandi croci processionali                       | Lamiera d'argento, nucleo in legno. Due croci processionali quasi identiche di fattura semplice. | Germania settentrionale, XV secolo.                                         |
| 10. |                  | Piccola croce reliquiario                            | Rame, un tempo argentato, cava all'interno. Apertura posteriore per contenere reliquie. | Germania settentrionale, XV secolo.                                         |
| 11. |                  | Capsula da profumo ("Bisamapfel", "mela da profumo") | Argento, sbalzato e inciso. Sfera divisa in due metà, per contenere sostanze odorose o protettive contro le malattie. Probabilmente portata alla cintura.                                                    | Germania, XV secolo.                                                        |
| 12. |                  | Fibbia per piviale                                   | Argento, sbalzato e parzialmente dorato. Un'iscrizione indica il canonico Heinrich Fürstenau come donatore.                                                                                                  | Vestfalia (Osnabrück?), datata 1512.                                        |
| 13. |                  | Scatola con coperchio                                | Legno di tiglio, dipinto. Contenitore semplice per ostie o reliquie. | Germania settentrionale, XV secolo.                                         |
| 14. |                  | Cassettina in pelle                                  | Pelle, tagliata e stampata. Un'iscrizione indica che l'uso originario era probabilmente profano. | Germania, XV secolo.                                                        |
| 15. | Nessuna immagine | Due ricami in seta                                   | Scatola per corporali con rivestimento ricamato per la conservazione di purificatori. Cuscino allungato. | Germania settentrionale, XV secolo.                                         |
| 16. | Nessuna immagine | Messale (due volumi)                                 | Manoscritti miniati. Copertine in pelle su legno. Contengono le letture, preghiere e canti liturgici per tutto l'anno.                                                                                       | Osnabrück, 1486.                                                            |